# Pseudophilautus kani
Pseudophilautus kani é uma espécie de anfíbio gimnofiono da família Rhacophoridae. Está presente na Índia. A UICN classificou-a como pouco preocupante.